# Montcresson
Montcresson est une commune française, située dans le département du Loiret en région Centre-Val de Loire. L'origine de la ville vient du nom gallo-romain : Mons Cressionis, la colline de Cressius, a donné Monte Cresione puis Montcresson.
La prononciation du nom de cette commune est sujette à discussion. Le parler gâtinais n'emploie pas « moncrèsson » mais en général un mi-terme entre « moncresson » et « moncrésson » (é « marqué »)[pas clair], vestige de l'ancienne prononciation du « e » non muet dans ce terroir.

## Géographie

### Localisation et communes limitrophes

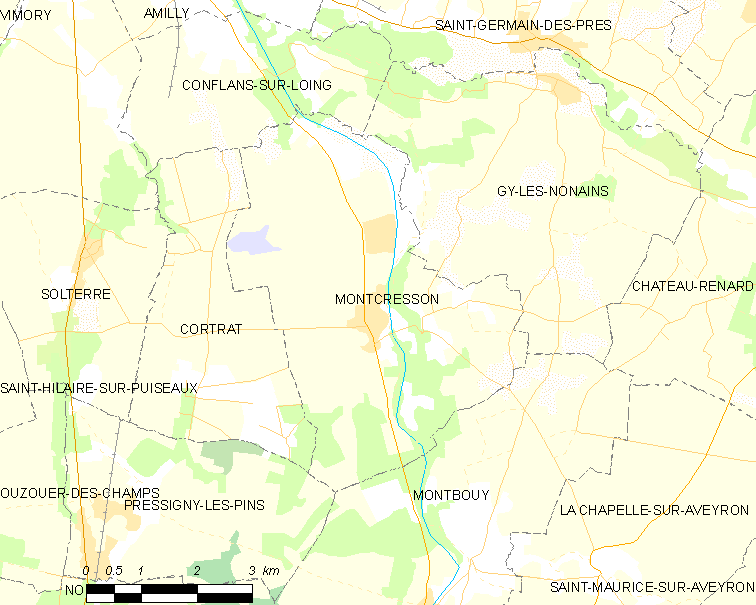
Carte de la commune de Montcresson et des communes limitrophes.

La commune de Montcresson se trouve extrême-est du département du Loiret, dans la région agricole du Gâtinais pauvre. À vol d'oiseau, elle se situe à 67,0 km  d'Orléans, préfecture du département, à 11,1 km de Montargis, sous-préfecture, et à 10,0 km de Châtillon-Coligny, ancien chef-lieu du canton dont dépendait la commune avant mars 2015. La commune fait partie du bassin de vie de Montargis.
Les communes les plus proches sont : Cortrat (3,2 km), Solterre (4,7 km), Pressigny-les-Pins (5 km), Montbouy (5 km), Conflans-sur-Loing (5,3 km), Gy-les-Nonains (5,5 km), La Chapelle-sur-Aveyron (6,2 km), Saint-Germain-des-Prés (6,3 km), Mormant-sur-Vernisson (6,8 km) et Saint-Hilaire-sur-Puiseaux (7,4 km).

### Lieux-dits et écarts
Les lieux-dits suivis d'une astérisque sont situés à l'écart de la route indiquée.
B
- La Grande Brosse,        rte de Montbouy (D93)
- La Petite Brosse,        rte de Montbouy (D 93)
- La Bonne Dame,           rte de Montargis (D 93)
- Breuzy*,                 rte de Château-Renard (D 117)

C
- Ferme du Canal,          rte de Montargis (D 93)
- La Cantine,              rte de Montargis (D 93)
- Champlevrault*,          rte de Château-Renard (D 117)
- La Charmault*,           rte de Montargis (D 93)
- Le Grand Chesnoy,        rte de Montargis (D 93)
- Le Petit Chesnoy,        rte de Montargis (D 93)
- Les Cinq Canards*,       rte de Montargis (D 93)
- La Cornerie*,            rte de Château-Renard (D 117)

D
- Les Dubois,              rte de Château-Renard (D 117)

F
- Les Fontaines,           rte des Fontaines
- Les Fontaines,           rte de Solterre (D 117)
- La Foquerie*,            rte de Château-Renard (D 117)
- La Forêt ou La Forest (château de -)*, rte de Château-Renard (D 117)
- La Forêt Cochereau,      rte des Fontaines
- Le Fourneau,             rte de Montbouy (D 93)
- Le Petit Fourneau,       rte de Montbouy (D 93)

H
- Les Harles,              chemin des Harles
- L'Harmenault,            rte de Château-Renard (D 117)

M
- Les Millets*,            rte de La Chapelle (D 317)
- Montambert,              chemin de Montambert
- La Motte*,               rte de Château-Renard (D 117)
- Moulin du Thil,          rte de Château-Renard (D 117)

O
- L'Orme au Muet,          rte de Montargis (D 93)

P
- Peschin*,                rte de Château-Renard (D 117)
- Le Pot à l'Eau,          rte de Montbouy (D 93)

Q
- Les Quatre Écluses*,     rte de Montargis (D 93)

R
- La Revennerie*,          rte de Château-Renard (D 117)

S
- Les Sables de la Route*, rte de Montargis (D 93)
- Les Sources de l'Étang,  rte des Fontaines

Il y a deux hameaux Les Fontaines sur la commune, à ne pas confondre ensemble et avec le hameau Les Fontaines également sur la D 117 mais sur la commune voisine de Cortrat.

### Géologie et relief

#### Géologie
La commune se situe dans le sud du Bassin parisien, le plus grand des trois bassins sédimentaires français. Cette vaste dépression, occupée dans le passé par des mers peu profondes et des lacs, a été comblée, au fur et à mesure que son socle s’affaissait, par des sables et des argiles, issus de l’érosion des reliefs alentours, ainsi que des calcaires d’origine biologique, formant ainsi une succession de couches géologiques.
Les couches affleurantes sur le territoire communal sont constituées de formations superficielles du Quaternaire et de roches sédimentaires datant du Cénozoïque, l'ère géologique la plus récente sur l'échelle des temps géologiques, débutant il y a 66 millions d'années, et du Mésozoïque, anciennement appelé Ère secondaire, qui s'étend de −252,2 à −66,0 Ma. La formation la plus ancienne est de la craie blanche à silex remontant à la période Crétacé. La formation la plus récente est des alluvions récentes des lits mineurs remontant à l’époque Holocène de la période Quaternaire. Le descriptif de ces couches est détaillé dans  les feuilles « n°365 - Montargis » et « n°400 - Châtillon-Coligny » de la carte géologique au 1/50 000ème du département du Loiret, et leurs notices associées,.

Carte géologique de la commune.

|  | Fz : | alluvions récentes des lits mineurs, Holocène                                                     |
|  | Fy : | alluvions récentes des levées et montilles de la Loire et des basses terrasses du Loing, Holocène |
|  | Fx : | alluvions de basse terrasse de la Loire, Pléistocène (Wurm), terrasse +5 m                        |

|  | qOE : | Limons et Loess, Quaternaire |

|  | m1MGa : | molasse du Gâtinais, Aquitanien |

|  | g1CEt : | calcaire d'Étampes, Stampien supérieur |

|  | e4PN : | poudingue de Nemours, Paléocène-Éocène inférieur       |
|  | e4A :  | argile à faciès sparnacien, Paléocène-Éocène inférieur |

|  | e1-4Rc : | complexe argilo-sableux à silex = argiles à silex, Paléocène-Éocène inférieur |

|  | c4Cr : | craie blanche à silex, Santonien |
|  | c3Cr : | craie blanche à silex, Coniacien |

#### Relief
La superficie cadastrale de la commune publiée par l’Insee, qui sert de références dans toutes les statistiques, est de 21,00 km2,. La superficie géographique, issue de la BD Topo, composante du Référentiel à grande échelle produit par l'IGN, est quant à elle de 20,88 km2.

### Climat
Pour des articles plus généraux, voir Climat du Centre-Val de Loire et Climat du Loiret.
En 2010, le climat de la commune est de type climat océanique dégradé des plaines du Centre et du Nord, selon une étude du CNRS s'appuyant sur une série de données couvrant la période 1971-2000. En 2020, Météo-France publie une typologie des climats de la France métropolitaine dans laquelle la commune est exposée à un climat océanique altéré et est dans une zone de transition entre les régions climatiques « Nord-est du bassin Parisien » et « Centre et contreforts nord du Massif Central ».
Pour la période 1971-2000, la température annuelle moyenne est de 10,9 °C, avec une amplitude thermique annuelle de 15,4 °C. Le cumul annuel moyen de précipitations est de 699 mm, avec 11,2 jours de précipitations en janvier et 7,3 jours en juillet. Pour la période 1991-2020, la température moyenne annuelle observée sur la station météorologique de Météo-France la plus proche, sur la commune d'Amilly à 8 km à vol d'oiseau, est de 11,7 °C et le cumul annuel moyen de précipitations est de 642,8 mm,. Pour l'avenir, les paramètres climatiques de la commune estimés pour 2050 selon différents scénarios d'émission de gaz à effet de serre sont consultables sur un site dédié publié par Météo-France en novembre 2022.

### Milieux naturels et biodiversité

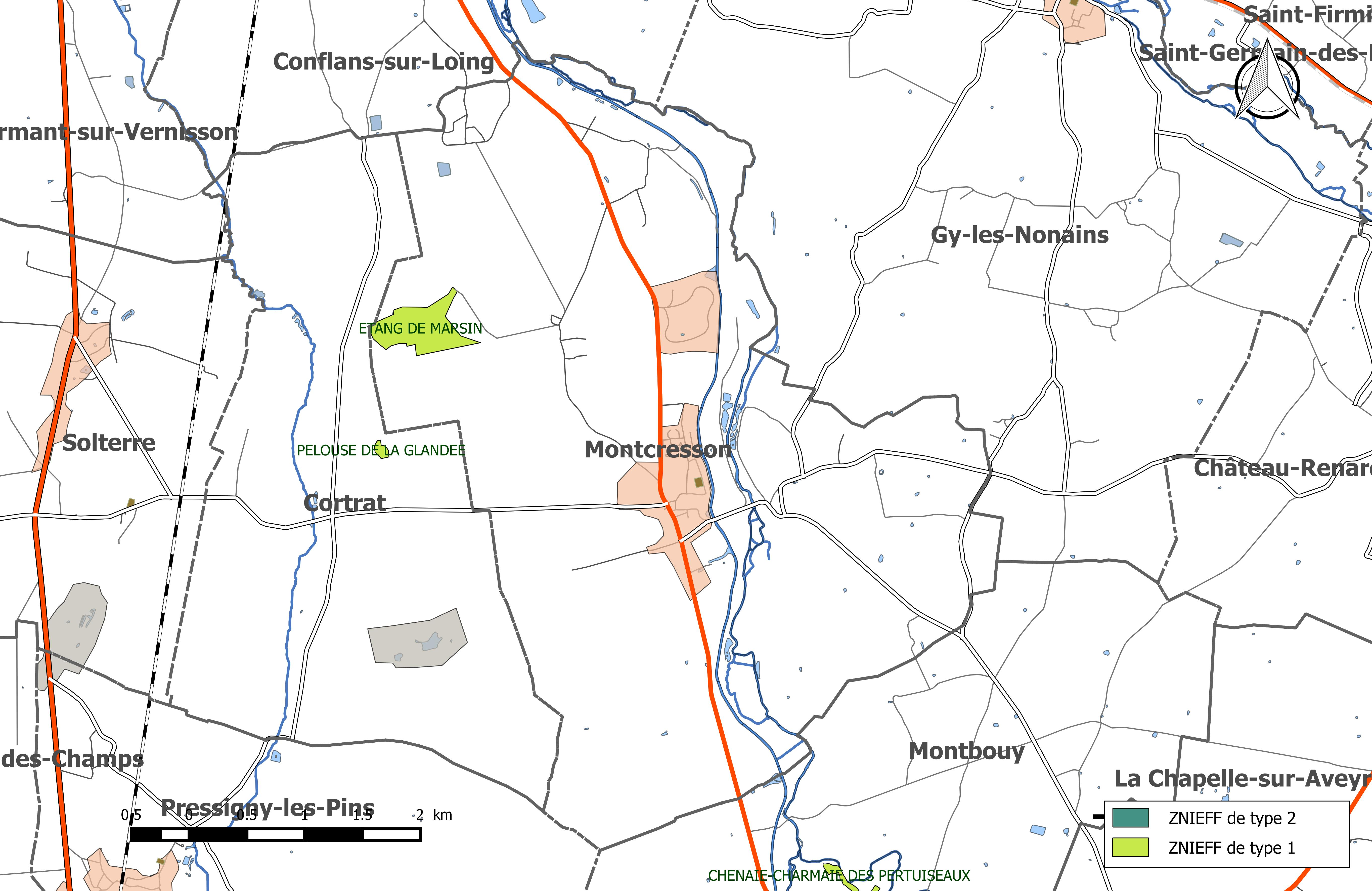
Carte des ZNIEFF de la commune et de ses abords.

L’inventaire des zones naturelles d'intérêt écologique, faunistique et floristique (ZNIEFF) a pour objectif de réaliser une couverture des zones les plus intéressantes sur le plan écologique, essentiellement dans la perspective d’améliorer la connaissance du patrimoine naturel national et de fournir aux différents décideurs un outil d’aide à la prise en compte de l’environnement dans l’aménagement du territoire. Le territoire communal de Montcresson comprend une ZNIEFF.
L'« Étang de Marsin », une Znieff de type 1 et de 25 hectares de superficie, est située à l'est du bourg. Son altitude est de 107 m. Il s'agit d'un bas-marais alcalin sur argiles en cours d'assèchement et de fermeture par les saules (Salix cinerea notamment) et par la bourdaine ainsi que par des espèces du Prunetalia (Prunellier, Aubépine).

## Histoire
Cette localité a une origine incertaine. On a retrouvé deux traces d'occupation ancienne : une pierre percée et un tumulus. Elle est située à 4 km au nord de l'ancien grand centre celte puis gallo-romain de Montbouy (et à environ 35 km d'Aquis Segeste près de Sceaux-du-Gâtinais).
Plusieurs bâtiments ont été construits au XIIIe siècle : le château, l'église et l'ancien couvent dit « de la Fleur de Lys ». Ce dernier communiquait avec l'église par un souterrain dont il existe encore un caveau.
Deux anciennes piscines avoisinent l'autel. On voit, à l'église, les traces du style ogival du XIIIe siècle dans le portail à colonnettes et les baies. Sur un vitrail, on lit une inscription qui nous apprend que le château de la Forest, propriété de Mac Mahon, colonel du 180° de ligne, au Havre, a été bâti par Saint Louis et qu'il a été donné par un de ses fils à la famille de Machault, qui a conservé sur Montcresson des droits de justice seigneuriale jusqu'à la Révolution. Il a été restauré au XVe siècle.
La famille de Castries en devint propriétaire après la Révolution. Il passa ensuite par mariage à Patrice de Mac Mahon, duc de Magenta, qui y mourut 17 octobre 1893, et fut enterré aux frais de l'État. Avant sa mort, il s'était allié à la maison royale de France en faisant épouser à son fils une des filles du duc de Chartres, la princesse Marguerite d'Orléans, née en 1860.
Quand, en 1896, l'évêque d'Orléans, Mgr Touchet, baptisa les deux cloches neuves de la paroisse, les jeunes époux tinrent l'une d'elles sur les fonts baptismaux, tandis que l'autre eut pour marraine la marquise douairière avec Richard maire de la commune.
Entre le 29 janvier et le 8 février 1939, plus de 2 800 réfugiés espagnols fuyant l'effondrement de la république espagnole devant les troupes de Franco, arrivent dans le Loiret. Devant l'insuffisance des structures d'accueil d’Orléans, 46 centres d’accueil ruraux sont ouverts, dont un à Montcresson. Les réfugiés, essentiellement des femmes et des enfants (les hommes sont désarmés et retenus dans le Sud de la France), sont soumis à une quarantaine stricte, vaccinés, le courrier est limité, et le ravitaillement, s'il est peu varié et cuisiné à la française, est cependant assuré. Une partie des réfugiés rentrent en Espagne, incités par le gouvernement français qui facilite les conditions du retour, ceux préférant rester sont regroupés au camp de la verrerie des Aydes, à Fleury-les-Aubrais.

## Urbanisme

### Typologie
Au 1er janvier 2024, Montcresson est catégorisée commune rurale à habitat dispersé, selon la nouvelle grille communale de densité à sept niveaux définie par l'Insee en 2022.
Elle est située hors unité urbaine. Par ailleurs la commune fait partie de l'aire d'attraction de Montargis, dont elle est une commune de la couronne,. Cette aire, qui regroupe 33 communes, est catégorisée dans les aires de 50 000 à moins de 200 000 habitants,.

### Occupation des sols
L'occupation des sols de la commune, telle qu'elle ressort de la base de données européenne d’occupation biophysique des sols Corine Land Cover (CLC), est marquée par l'importance des territoires agricoles (76,4 % en 2018), en diminution par rapport à 1990 (78,3 %). La répartition détaillée en 2018 est la suivante : 
terres arables (65,5 %), forêts (16,3 %), zones agricoles hétérogènes (6,6 %), zones urbanisées (5,9 %), prairies (4,4 %), zones humides intérieures (1,3 %).
L'évolution de l’occupation des sols de la commune et de ses infrastructures peut être observée sur les différentes représentations cartographiques du territoire : la carte de Cassini (XVIIIe siècle), la carte d'état-major (1820-1866) et les cartes ou photos aériennes de l'IGN pour la période actuelle (1950 à aujourd'hui).

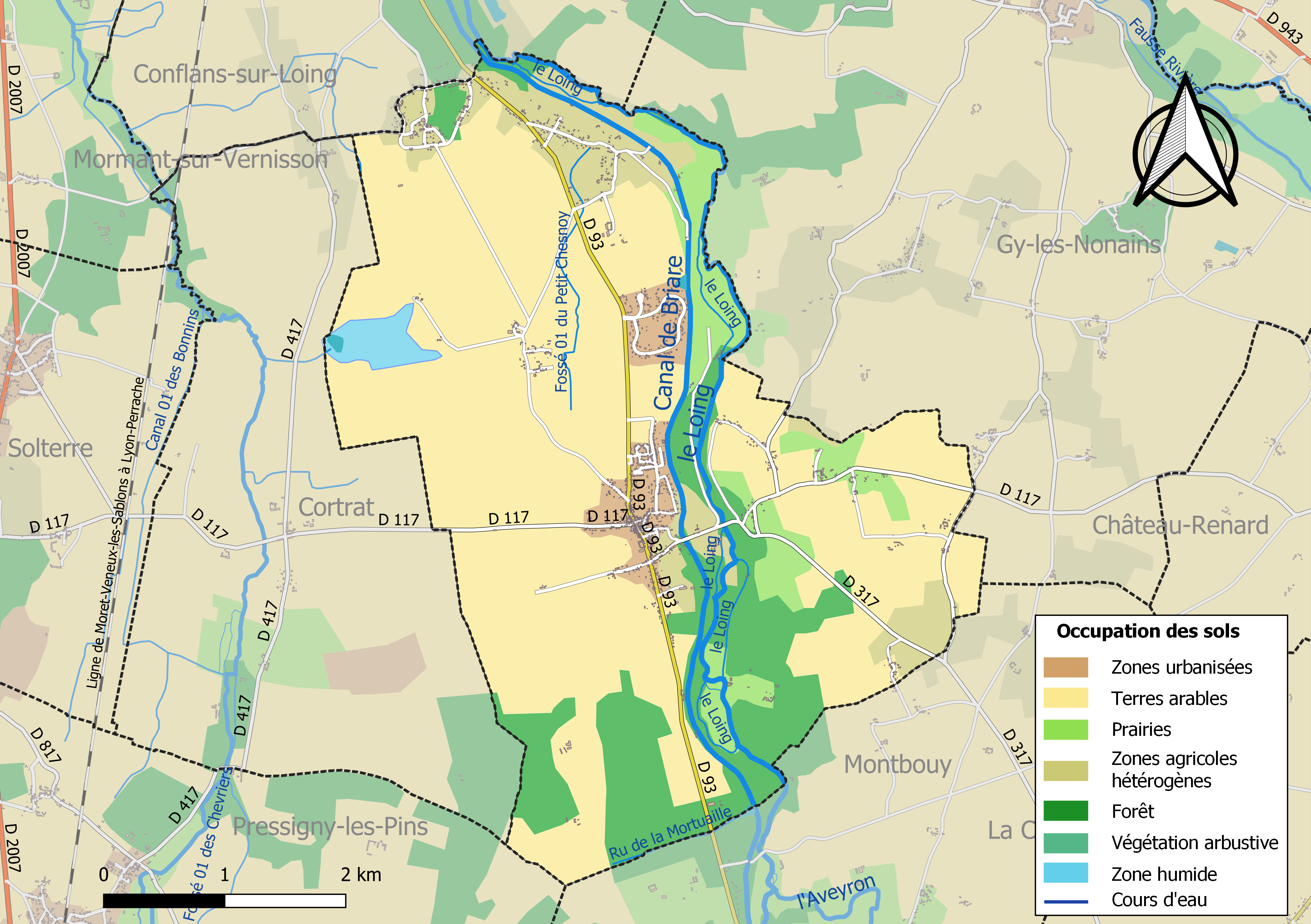
Carte des infrastructures et de l'occupation des sols de la commune en 2018 (CLC).
Carte orthophotographique de la commune en 2016.

### Planification

#### Plan local d'urbanisme
Le conseil municipal prescrit l'élaboration d'un plan local d'urbanisme le 4 novembre 2002. Après une enquête publique qui se déroule en novembre 2007, le document est approuvé le 3 mars 2008.

#### Documents sura-communaux
Le plan local d'urbanisme doit être compatible avec le SCoT du Montargois en Gâtinais arrêté le 6 juin 2016 qui lui-même doit être compatible avec différents documents de portée supérieure comme le SDAGE Seine-Normandie 2016-2021 adopté le 5 novembre 2015, le schéma d'aménagement et de gestion des eaux  (SAGE) "Nappe de Beauce" approuvé le 11 juin 2013, le plan de gestion des risques d'inondation du bassin Seine-Normandie approuvé le 7 décembre 2015, Le schéma régional d'aménagement et de développement durable du territoire (SRADDT) de la région Centre–Val de Loire approuvé le 15 décembre 2011, le schéma départemental des carrières du Loiret approuvé le 17 janvier 2000, le plan départemental d'élimination des déchets ménagers et assimilés (PDEDMA) du Loiret approuvé le 18 février 1997. A terme, le SCoT devra aussi être compatible avec le schéma régional d'aménagement, de développement durable et d'égalité des territoires prévu par la loi NOTRe du 7 août 2015.
Le Schéma de Cohérence Territoriale (SCoT) est un document d’urbanisme qui permet la mise en œuvre d’une véritable stratégie de développement territoriale à l’échelle d’un bassin de vie. Il fixe les orientations fondamentales de l’organisation et de l’évolution d’un territoire sur une période de 15 à 20 ans. Le SCoT du Montargois en Gâtinais a été créé par arrêté préfectoral le 22 août 2011. Il regroupe 85 communes dont Montcresson. Après une phase d'élaboration du diagnostic territorial de septembre 2013 à juin 2014, puis du Projet d’Aménagement et de Développement Durable (PADD) jusqu'en septembre 2015 et du Document d’Orientations et d’Objectifs (DOO) jusqu'en février 2016, le projet de SCoT a été arrêté le 6 juin 2016.

### Voies de communication et transports

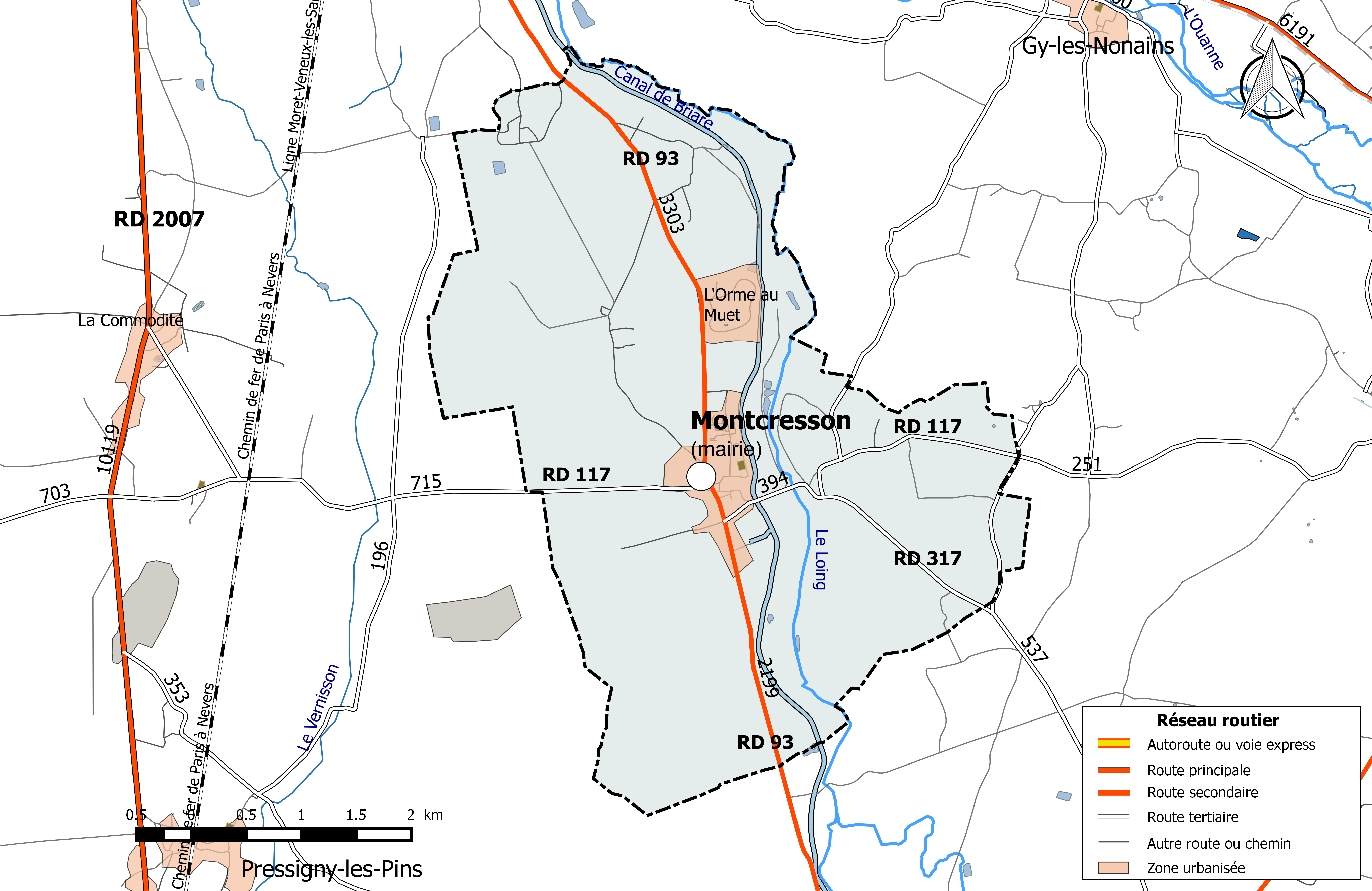
Réseau routier principal de la commune de Montcresson (avec indication du trafic routier 2014).

#### Infrastructures routières
La commune est traversée par trois routes départementales : la RD 93 (3 303 véhicules/jour en 2014), qui relie Amilly à Dammarie-sur-Loing, la RD 117 (715 véhicules/jour), qui relie Solterre à Château-Renard et la RD 317 (537 véhicules/jour), qui relie la commune au Charme. Complétant ces voies, la commune est sillonnée de plusieurs voies communales et chemins ruraux desservant ses fermes et hameaux et les bourgs environnants.

#### Transports en commun
En 2016, la commune est desservie par la ligne 15 du réseau Ulys, le réseau interurbain de transport par autocar du Conseil départemental du Loiret qui relie Châtillon-sur-Loire - Montbouy - Montargis. Des correspondances SNCF sont assurées dans la gare de Montargis. À compter du 1er janvier 2017, la compétence des services de transports routiers interurbains, réguliers et à la demande est transférée des départements aux régions, et donc localement du département du Loiret à la région Centre-Val de Loire, consécutivement à la loi NOTRe du 7 août 2015.

### Risques naturels et technologiques
La commune de Montcresson est vulnérable à différents aléas naturels : inondations (par débordement du Loing), climatiques (hiver exceptionnel ou canicule), mouvements de terrains ou sismique (sismicité très faible). Entre 1989 et 2019, trois arrêtés ministériels ayant porté reconnaissance de catastrophe naturelle ont été pris pour le territoire de la commune  : deux  pour des inondations et coulées de boues et un pour des mouvements de terrains.
Certaines parties du territoire communal sont exposées aux crues du Loing sur sa partie amont. Celles-ci ainsi que celles de l’Ouanne ont essentiellement lieu aux mois de décembre, janvier et février, qui concentrent l’ensemble des crues majeures, plus rarement en automne (octobre 1896), et au printemps (mai 1836). Les deux crues de référence sont celles de janvier 1910 (3,16 m à Montargis) et de mai-juin 2016 (3,36 m à la même station),. Le risque d'inondation est pris en compte dans l'aménagement du territoire de la commune par le biais du Plan de prévention du risque inondation (PPRI) Loing Amont approuvé le 3 août 2012 par arrêté préfectoral et annulé par décision du Conseil d’État le 5 décembre 2016.
Le territoire de la commune peut également être concerné par un risque d'effondrement de cavités souterraines non connues. Une cartographie départementale de l'inventaire des cavités souterraines et des désordres de surface a été réalisée. Il a été recensé sur la commune plusieurs effondrements de cavités.
Par ailleurs, le sol du territoire communal peut faire l'objet de mouvements de terrain liés à la sécheresse. Le phénomène de retrait-gonflement des argiles est la conséquence d'un changement d'humidité des sols argileux. Les argiles sont capables de fixer l'eau disponible mais aussi de la perdre en se rétractant en cas de sécheresse. Ce phénomène peut provoquer des dégâts très importants sur les constructions (fissures, déformations des ouvertures) pouvant rendre inhabitables certains locaux. Celui-ci a particulièrement affecté le Loiret après la canicule de l'été 2003. Une grande partie du territoire de la commune est soumis à un aléa « moyen » face à ce risque, selon l'échelle définie par le Bureau de recherches géologiques et minières (BRGM).
Depuis le 22 octobre 2010, la France dispose d'un nouveau zonage sismique divisant le territoire national en cinq zones de sismicité croissante. La commune, à l'instar de l'ensemble du département,  est concernée par un risque très faible.

## Politique et administration

### Découpage territorial

#### Bloc communal: Commune et intercommunalités
La paroisse et bourg de Montcresson acquiert le statut de municipalité avec le  décret du 12 novembre 1789 de l'Assemblée Nationale puis celui de « commune », au sens de l'administration territoriale actuelle, par le décret de la Convention nationale du 10 brumaire an II (31 octobre 1793). Il faut toutefois attendre la loi du 5 avril 1884 sur l'organisation municipale pour qu'un régime juridique uniforme soit défini pour toutes les communes de France, point de départ de l’affirmation progressive des communes face au pouvoir central.
Aucun événement de restructuration majeure du territoire, de type suppression, cession ou réception de territoire, n'a affecté la commune depuis sa création.

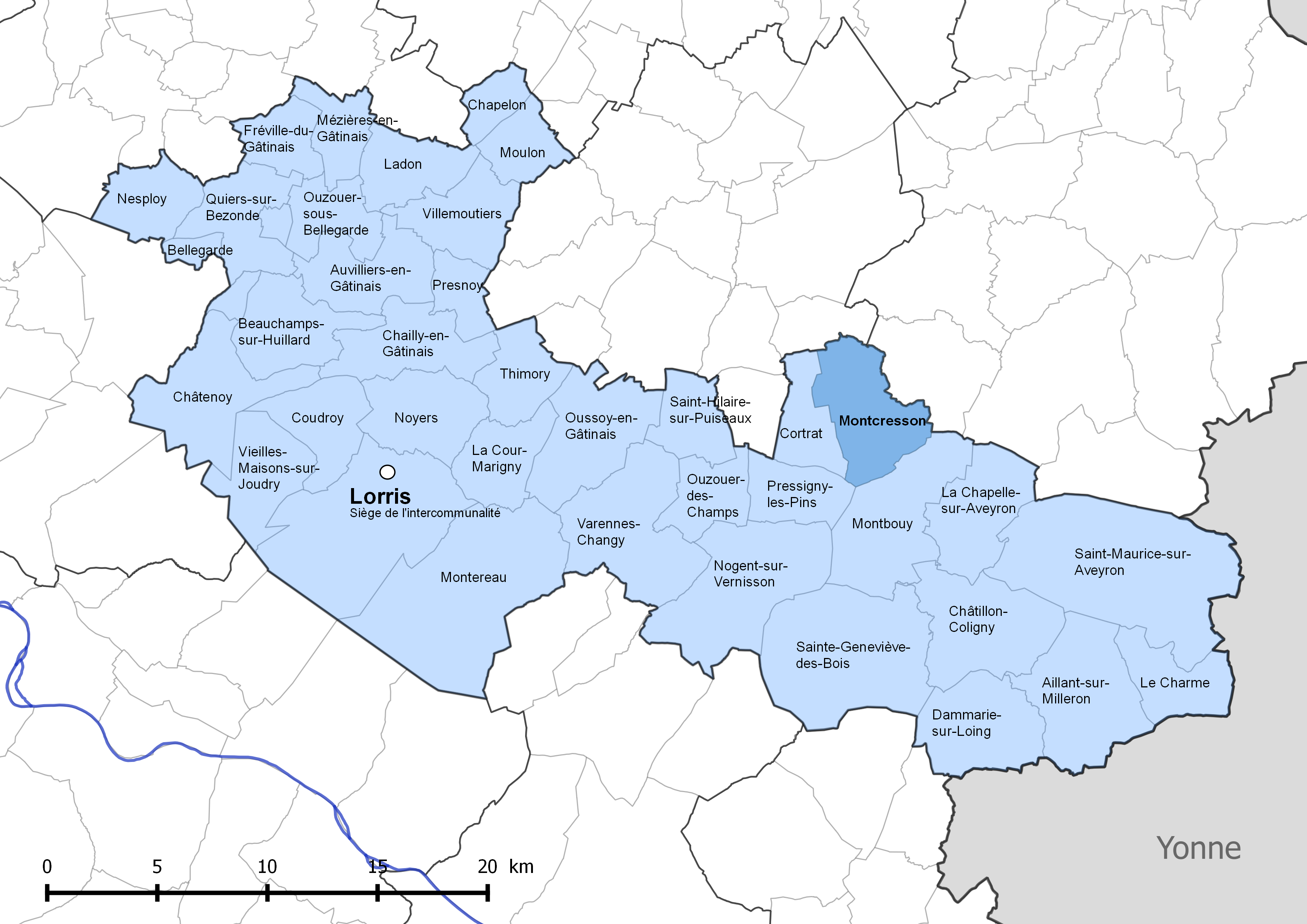
Localisation de la commune de Montcresson dans la communauté de communes Canaux et forêts en Gâtinais.

La communauté des Quatre-Rivières ou district urbain de Châtillon-Coligny, créé le 6 juillet 1965,  est transformée en communauté de communes de Châtillon-Coligny par arrêté préfectoral du 26 décembre 2001. Montcresson fait alors partie des douze communes qui composent cette nouvelle intercommunalité. La commune appartient à d'autres établissements publics de coopération intercommunale, de type syndicats ou autres regroupements intercommunaux. Le découpage territorial de ces structures est en constante évolution dans une perspective de rationalisation et d'efficience des services.
Afin de renforcer et réduire le nombre d'intercommunalités en France, la loi du 7 août 2015 portant nouvelle organisation territoriale de la République (dite loi NOTRe) fait passer le seuil démographique minimal de 5 000 à 15 000 habitants pour constituer une intercommunalité, sauf exceptions. Le schéma départemental de coopération intercommunale du Loiret est arrêté sur ces bases le 30 mars 2016 et le nombre d'établissements publics de coopération intercommunale à fiscalité propre passe dans le département du Loiret de 28 (2 communautés d'agglomération et 26 communautés de communes) à 16 (deux communautés d'agglomération et 14 communautés de communes dont une interdépartementale). Les communautés de communes du canton de Lorris et canton de Châtillon-Coligny et du Bellegardois fusionnent ainsi à compter du 1er janvier 2017 en une seule entité : la communauté de communes Canaux et forêts en Gâtinais, dont le siège est à Lorris. Cette nouvelle intercommunalité comprend 38 communes dont  Montcresson.

#### Circonscriptions de rattachement
Sous l'Ancien Régime, à la veille des États généraux de 1789, la paroisse de Montcresson était rattachée sur le plan ecclésiastique de l'ancien diocèse de Sens et sur le plan judiciaire au bailliage de Montargis.
La loi du 22 décembre 1789 divise le pays en 83 départements découpés chacun en six à neuf districts eux-mêmes découpés en cantons regroupant des communes. Les districts, tout comme les départements, sont le siège d’une administration d’État et constituent à ce titre des circonscriptions administratives. La commune de Montcresson est alors incluse dans le canton de Nogen-sur-Vernisson, le district de Montargis et le département du Loiret.
La recherche d’un équilibre entre la volonté d’organiser une administration dont les cadres permettent l’exécution et le contrôle des lois d’une part, et la volonté d’accorder une certaine autonomie aux collectivités de base (paroisses, bourgs, villes) d’autre part, s’étale de 1789 à 1838. Les découpages territoriaux évoluent ensuite au gré des réformes visant à décentraliser ou recentraliser l'action de l'État. La régionalisation fonctionnelle des services de l'État (1945-1971) aboutit à la création de régions. L'acte I de la décentralisation de 1982-1983 constitue une étape importante en donnant l'autonomie aux collectivités territoriales, régions, départements et communes. L'acte II intervient en 2003-2006, puis l'acte III en 2012-2015.
Le tableau suivant présente les rattachements, au niveau infra-départemental, de la commune de Montcresson aux différentes circonscriptions administratives et électorales ainsi que l'historique de l'évolution de leurs territoires.
| Circonscription             | Nom                 | Période   | Type                         | Évolution du découpage territorial |
| --------------------------- | ------------------- | --------- | ---------------------------- | --- |
| District                    | Montargis           | 1790-1795 | Administrative               | La commune est rattachée au district de Montargis de 1790 à 1795,. La Constitution du 5 fructidor an III, appliquée à partir de vendémiaire an IV (1795) supprime les districts, rouages administratifs liés à la Terreur, mais maintient les cantons qui acquièrent dès lors plus d'importance. |
| Canton                      | Nogen-sur-Vernisson | 1790-1801 | Administrative et électorale | Le 10 février 1790, la municipalité de Montcresson est rattachée au canton de Nogen sur Vernisson. Les cantons acquièrent une fonction administrative avec la disparition des districts en 1795. |
| Canton                      | Châtillon-sur-Loing | 1801-2015 | Administrative et électorale | Sous le Consulat, un redécoupage territorial visant à réduire le nombre de justices de paix ramène le nombre de cantons dans le Loiret de 59 à 31. Montcresson est alors rattachée par arrêté du 9 vendémiaire an X (30 septembre 1801) au canton de Châtillon-sur-Loing,, qui devient canton de Châtillon-Coligny en 1896. |
| Canton                      | Lorris              | 2015-     | Électorale                   | La loi du 17 mai 2013 et ses décrets d'application publiés en février et mars 2014 introduisent un nouveau découpage territorial pour les élections départementales. La commune est alors rattachée au nouveau canton de Lorris. Depuis cette réforme, plus aucun service de l'État n'exerce sa compétence sur un territoire s'appuyant sur le nouveau découpage cantonal. Le canton a disparu en tant que circonscription administrative de l'État ; il est désormais uniquement une circonscription électorale destinée à l'élection d'un binôme de conseillers départementaux siégeant au conseil départemental. |
| Arrondissement              | Montargis           | 1801-     | Administrative               | Montcresson est rattachée à l'arrondissement de Montargis depuis sa création en 1801,. |
| Circonscription législative | 4e circonscription  | 2010-     | Électorale                   | Lors du découpage législatif de 1986, le nombre de circonscriptions législatives passe dans le Loiret de 4 à 5. Un nouveau redécoupage intervient en 2010 avec la loi du 23 février 2010. En attribuant un siège de député « par tranche » de 125 000 habitants, le nombre de circonscriptions par département varie désormais de 1 à 21,. Dans le Loiret, le nombre de circonscriptions passe de cinq à six. La réforme n'affecte pas Montcresson qui reste rattachée à la quatrième circonscription. |

#### Collectivités de rattachement
La commune de Montcresson est rattachée au département du Loiret et à la région Centre-Val de Loire, à la fois circonscriptions administratives de l'État et collectivités territoriales.

### Politique et administration municipales

#### Conseil municipal et maire
Depuis les élections municipales de 2014, le conseil municipal de Montcresson, commune de plus de 1 000 habitants, est élu au scrutin proportionnel de liste à deux tours (sans aucune modification possible de la liste),  pour un mandat de six ans renouvelable. Il est composé de 15 membres. L'exécutif communal est constitué par le maire, élu par le conseil municipal parmi ses membres, pour un mandat de six ans, c'est-à-dire pour la durée du mandat du conseil.
| Période   | Période   | Identité        | Étiquette | Qualité      |
| --------- | --------- | --------------- | --------- | ------------ |
| 2001      | mars 2014 | Chantal Angevin |           |              |
| mars 2014 | En cours  | Alain Germain,  |           | Ancien cadre |

## Équipements et services

### Environnement

#### Gestion des déchets
En  2016, la commune est membre du syndicat mixte de collecte et de traitement des ordures ménagères des cantons de Gien, Châtillon Coligny, Briare et Châtillon-sur-Loire (SMICTOM). Celui-ci assure la collecte et le traitement des ordures ménagères résiduelles, des emballages ménagers recyclables  et des encombrants en porte à porte et du verre en points d’apport volontaire. Un réseau de sept déchèteries accueille les encombrants et autres déchets spécifiques (déchets verts, déchets dangereux, gravats, ferraille, cartons…). La déchèterie la plus proche est située sur la commune de Nogent-sur-Vernisson,. L'élimination et la valorisation énergétique des déchets ménagers et de ceux issus de la collecte sélective sont effectuées par le SYCTOM de Gien-Châteauneuf-sur-Loire qui comprend un centre de transfert de déchets ménagers et un centre de stockage de déchets ultimes (CSDU) de classe II à Saint-Aignan-des-Gués ainsi qu'une usine d’incinération des ordures ménagères à Gien-Arrabloy.
Depuis le 1er janvier 2017, la « gestion des déchets ménagers » ne fait plus partie des compétences de la commune mais est une compétence obligatoire de la communauté de communes Canaux et Forêts en Gâtinais en application de la loi NOTRe du 7 août 2015.

#### Production et distribution d'eau
Le service public d’eau potable est une compétence obligatoire des communes depuis l’adoption de la loi du 30 décembre 2006 sur l’eau et les milieux aquatiques. Au 31 décembre 2016, la production et la distribution de l'eau potable sur le territoire communal sont assurées par le syndicat intercommunal d'alimentation en eau potable de Montcresson, un syndicat créé en 1960 desservant cinq communes : Cortrat, Montcresson, Mormant-sur-Vernisson, Saint-Hilaire-sur-Puiseaux et Solterre,,.
La loi NOTRe du 7 août 2015 prévoit que le transfert des compétences « eau et assainissement » vers les communautés de communes sera obligatoire à compter du 1er janvier 2020. Le transfert d’une compétence entraîne  de  facto la mise à disposition gratuite de plein droit des biens, équipements et services publics utilisés, à la date du transfert, pour l'exercice de ces compétences et la substitution de la communauté dans les droits et obligations des communes,.

#### Assainissement
La compétence assainissement, qui recouvre obligatoirement la collecte, le transport et l’épuration des eaux usées, l’élimination des boues produites, ainsi que le contrôle des raccordements aux réseaux publics de collecte, est assurée  par la commune elle-même.
La commune est raccordée à une station d'épuration située sur le territoire communal, mise en service le 1er décembre 1988 et dont la capacité nominale de traitement est de  1 083 EH, soit 240 m3/jour. Cet équipement utilise un procédé d'épuration biologique dit « à boues activées ». Son exploitation est assurée en 2017 par Montcresson       ,.
L’assainissement non collectif (ANC) désigne les installations individuelles de traitement des eaux domestiques qui ne sont pas desservies par un réseau public de collecte des eaux usées et qui doivent en conséquence traiter elles-mêmes leurs eaux usées avant de les rejeter dans le milieu naturel. La communauté de communes de Châtillon-Coligny a créé, par délégation de ses communes adhérentes, le 31 décembre 2005 le service public d'assainissement non collectif (SPANC). Celui-ci a pour mission de contrôler les installations neuves et existantes, la mise en place d’un service de vidange et la réhabilitation des installations,. Depuis le 1er janvier 2017, c'est la communauté de communes Canaux et Forêts en Gâtinais, issue de la fusion de la communauté de communes du canton de Lorris, de la communauté de communes de Châtillon-Coligny et de la communauté de communes du Bellegardois, qui assure, par substitution, le SPANC.

### Enseignement
La commune possède une école maternelle et une école primaire rassemblées. Le collège le plus proche est le collège Henri Becquerel à Châtillon-Coligny.

## Population et société

### Démographie
L'évolution du nombre d'habitants est connue à travers les recensements de la population effectués dans la commune depuis 1793. Pour les communes de moins de 10 000 habitants, une enquête de recensement portant sur toute la population est réalisée tous les cinq ans, les populations de référence des années intermédiaires étant quant à elles estimées par interpolation ou extrapolation. Pour la commune, le premier recensement exhaustif entrant dans le cadre du nouveau dispositif a été réalisé en 2008.
En 2022, la commune comptait 1 257 habitants, en évolution de −2,18 % par rapport à 2016 (Loiret : +1,89 %, France hors Mayotte : +2,11 %).
| 1793 | 1800 | 1806 | 1821 | 1831 | 1836 | 1841 | 1846 | 1851 |
| ---- | ---- | ---- | ---- | ---- | ---- | ---- | ---- | ---- |
| 500  | 613  | 581  | 674  | 735  | 717  | 701  | 759  | 753  |

| 1856 | 1861 | 1866 | 1872 | 1876 | 1881 | 1886 | 1891  | 1896 |
| ---- | ---- | ---- | ---- | ---- | ---- | ---- | ----- | ---- |
| 804  | 853  | 937  | 906  | 983  | 965  | 974  | 1 021 | 946  |

| 1901 | 1906 | 1911 | 1921 | 1926 | 1931 | 1936 | 1946 | 1954 |
| ---- | ---- | ---- | ---- | ---- | ---- | ---- | ---- | ---- |
| 887  | 848  | 812  | 664  | 704  | 680  | 690  | 705  | 695  |

| 1962 | 1968 | 1975 | 1982 | 1990  | 1999  | 2006  | 2008  | 2013  |
| ---- | ---- | ---- | ---- | ----- | ----- | ----- | ----- | ----- |
| 654  | 610  | 652  | 883  | 1 161 | 1 266 | 1 303 | 1 314 | 1 300 |

| 2018  | 2022  | - | - | - | - | - | - | - |
| ----- | ----- | - | - | - | - | - | - | - |
| 1 276 | 1 257 | - | - | - | - | - | - | - |

### Sports
La commune possède un club de pétanque et un terrain de foot qui sert aussi pour des brocantes. Un skate park est également présent, ainsi qu’un court de tennis situé à côté du terrain de foot.

### Loisirs
Le GR 13 traverse la commune en suivant les cours d'eau en direction Nord-sud : l'Ouanne depuis le hameau Montambert jusqu'à Montcresson et le canal de Briare au sud du bourg (Le Fourneau, Le Petit Fourneau).
Il y a aussi un parc avec mini-golf.

## Culture locale et patrimoine

### Lieux et monuments
L’église Saint-Léger remonte à la fin du XIIe siècle. Le clocher, endommagé par l'incendie lors de la Fronde en 1652, fut reconstruit en 1661. Bâtie sur un plan rectangulaire, elle se termine par un chevet plat droit percé de trois fenêtres. Les vitraux ont été offerts par la famille Mac Mahon à la fin du XIXe siècle. Cette église simple, haute sous nef, possède un clocher carré au toit à quatre pentes.
La fontaine Saint-Genou de Breuzey est située en bordure du Loing, dans le hameau de Breuzy. Cette fontaine fut pendant des siècles le but d'un pèlerinage très fréquenté. On croyait que se tremper dans ses eaux pouvait amener la guérison de paralysie, rhumatisme et autres douleurs. Il subsiste un édifice où se trouve le bassin encadré de deux pièces permettant aux pèlerins de se déshabiller séparément. Devant la fontaine se dresse une colonne torse de pierre portant un écusson. La chapelle du prieuré de Breuzy, qui dépendait de Ferrières, fut détruite pendant la Révolution.
La motte féodale : au lieu-dit et dans le hameau de la Motte subsiste une motte féodale du Xe ou XIe siècle, très bien conservée, avec son fossé de forme annulaire caractéristique.
Le manoir-ferme de la Brosse : ce manoir  fortifié a été reconstruit à la fin du XVIe siècle après les guerres de religion. Le bâtiment d’habitation est enclos dans une cour rectangulaire flanquée de tours aux angles.
Le château de la Forest, reconstruit au XVIIe siècle par la famille de Boileau sur les ruines d’un édifice plus ancien. La famille De Machau en devint propriétaire en 1627 et le conserva près de deux siècles. La famille de Castries l'acheta en 1842 et il passa par alliance au maréchal de Mac Mahon, président de la République de 1873 à 1879. C'est dans ce château qu’il mourut en 1893.
Les cinq écluses du Chesnoy : vestiges de l'ancien canal de Briare construit entre 1604 et 1642, elles ont été abandonnées lors de la réfection du canal il y a un siècle.

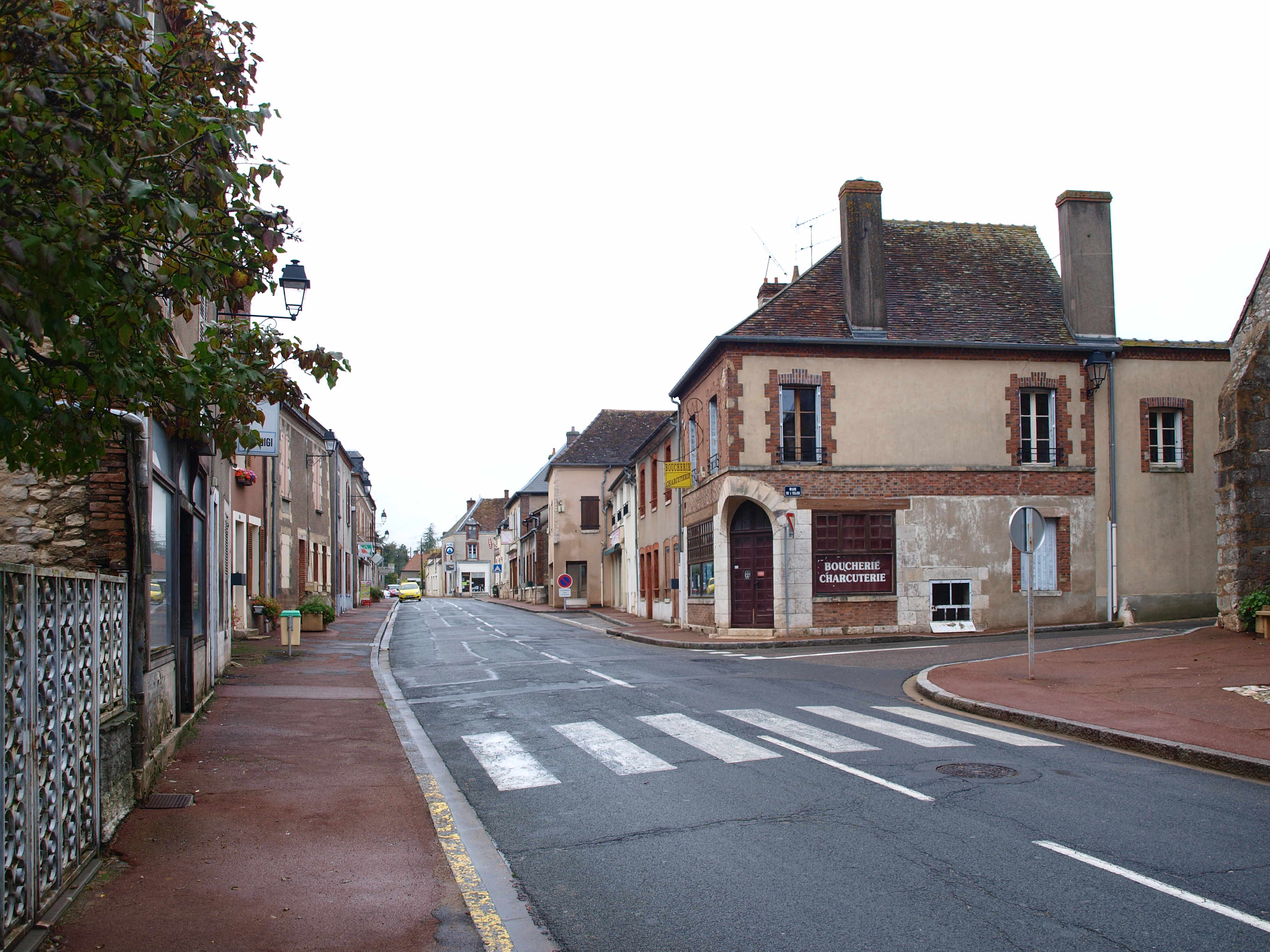
La rue principale : rue de Verdun.
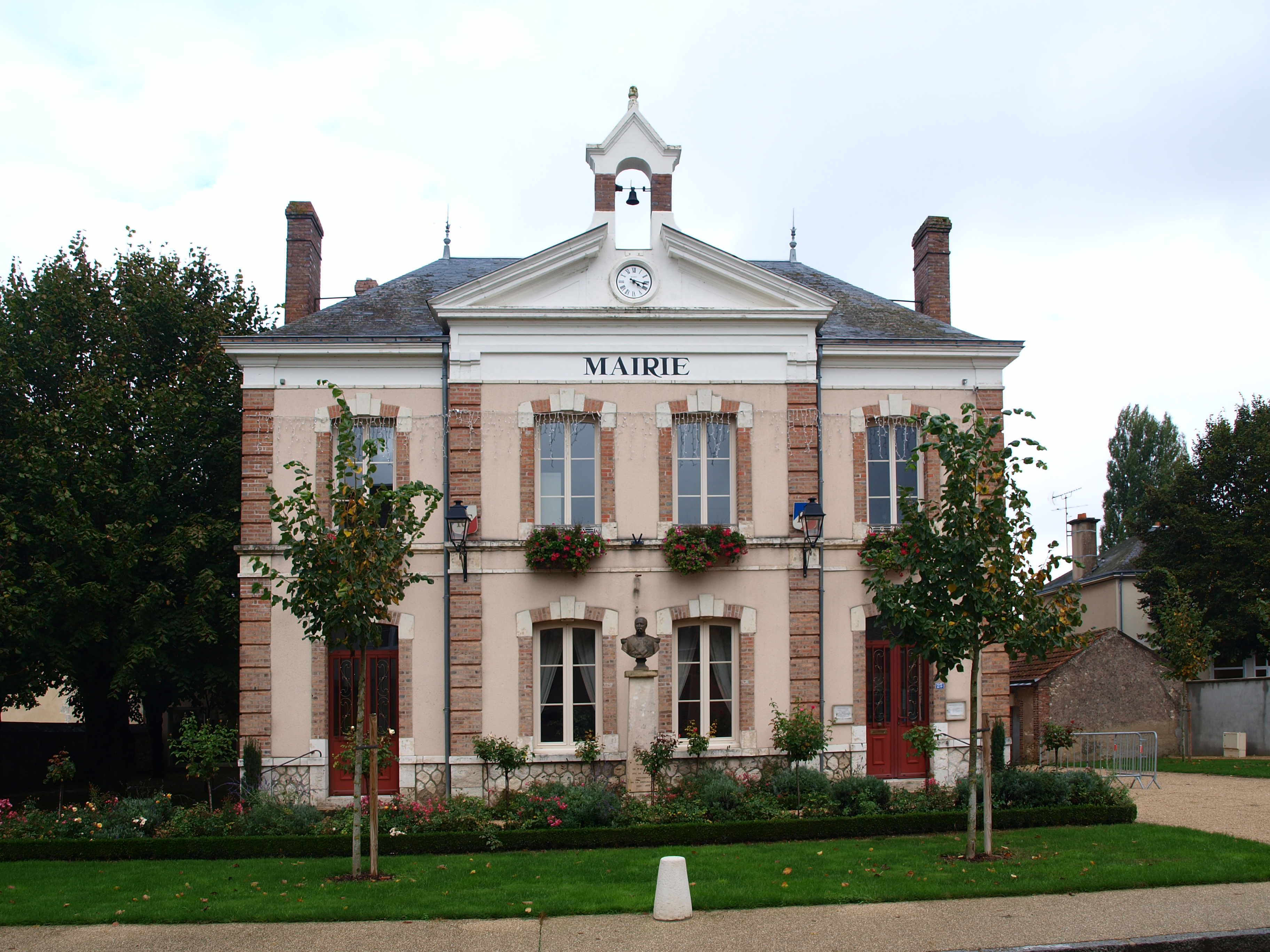
Mairie de Montcresson.
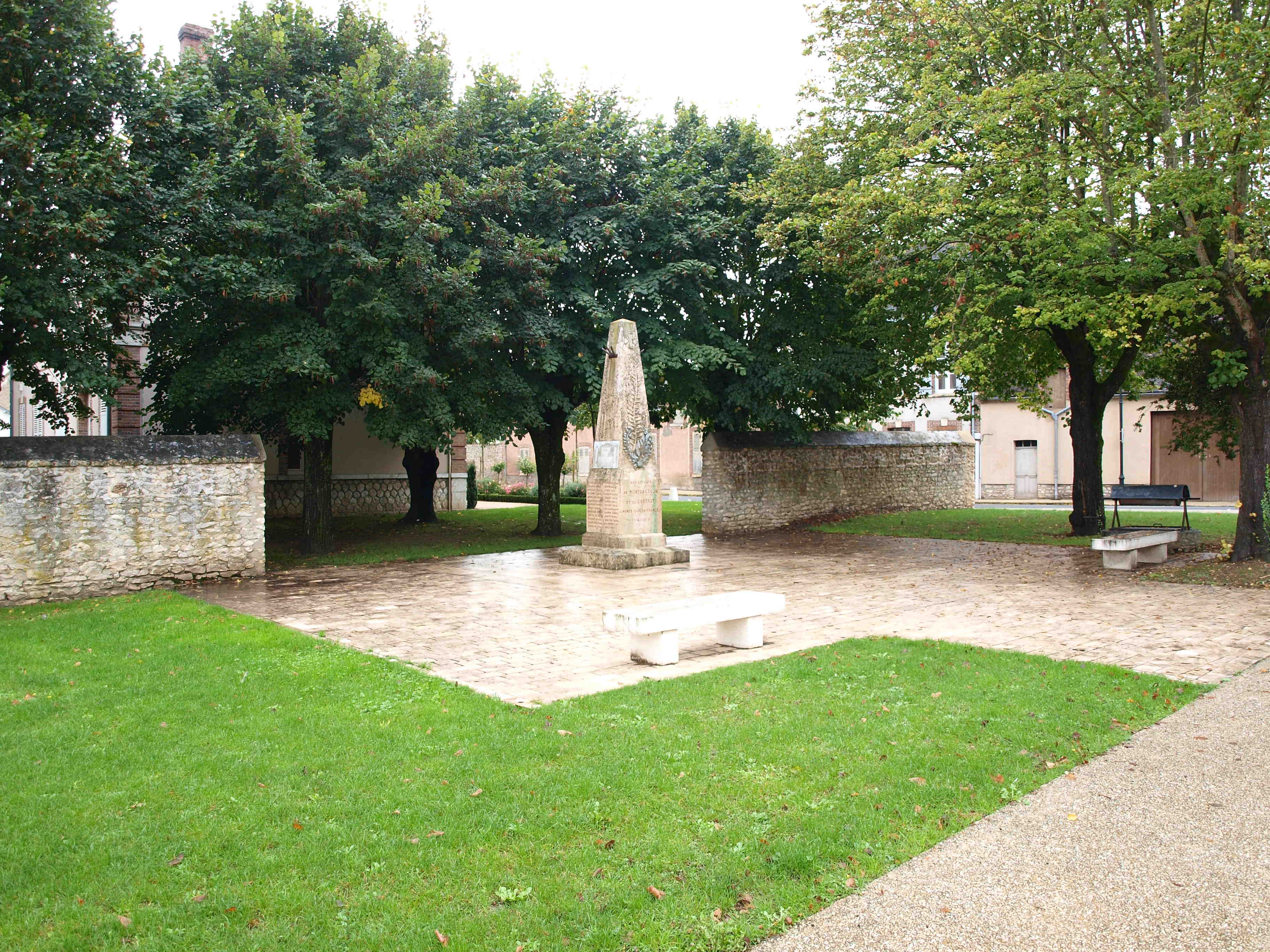
Place du monument aux morts.
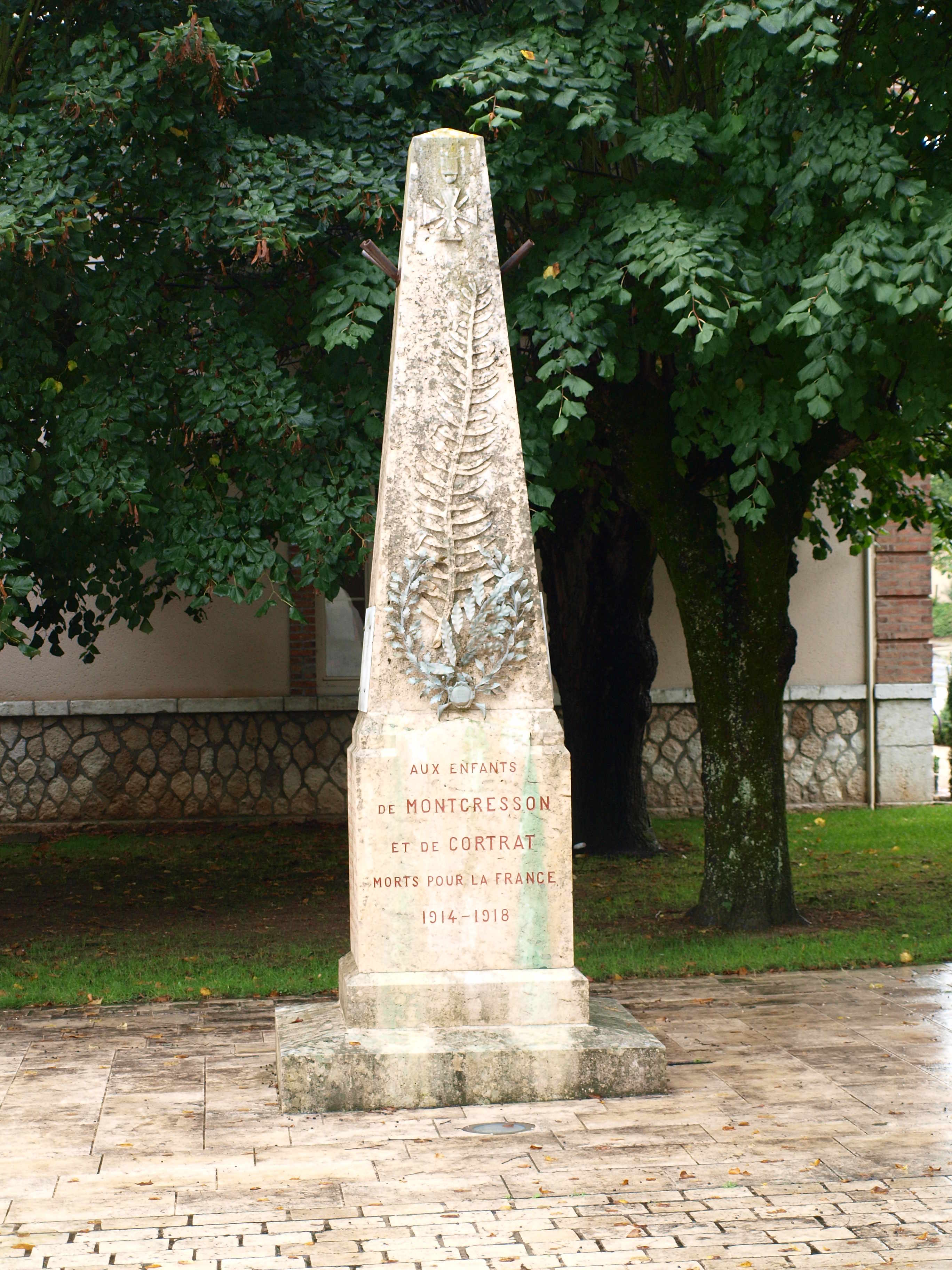
Monument aux morts, près de la mairie.
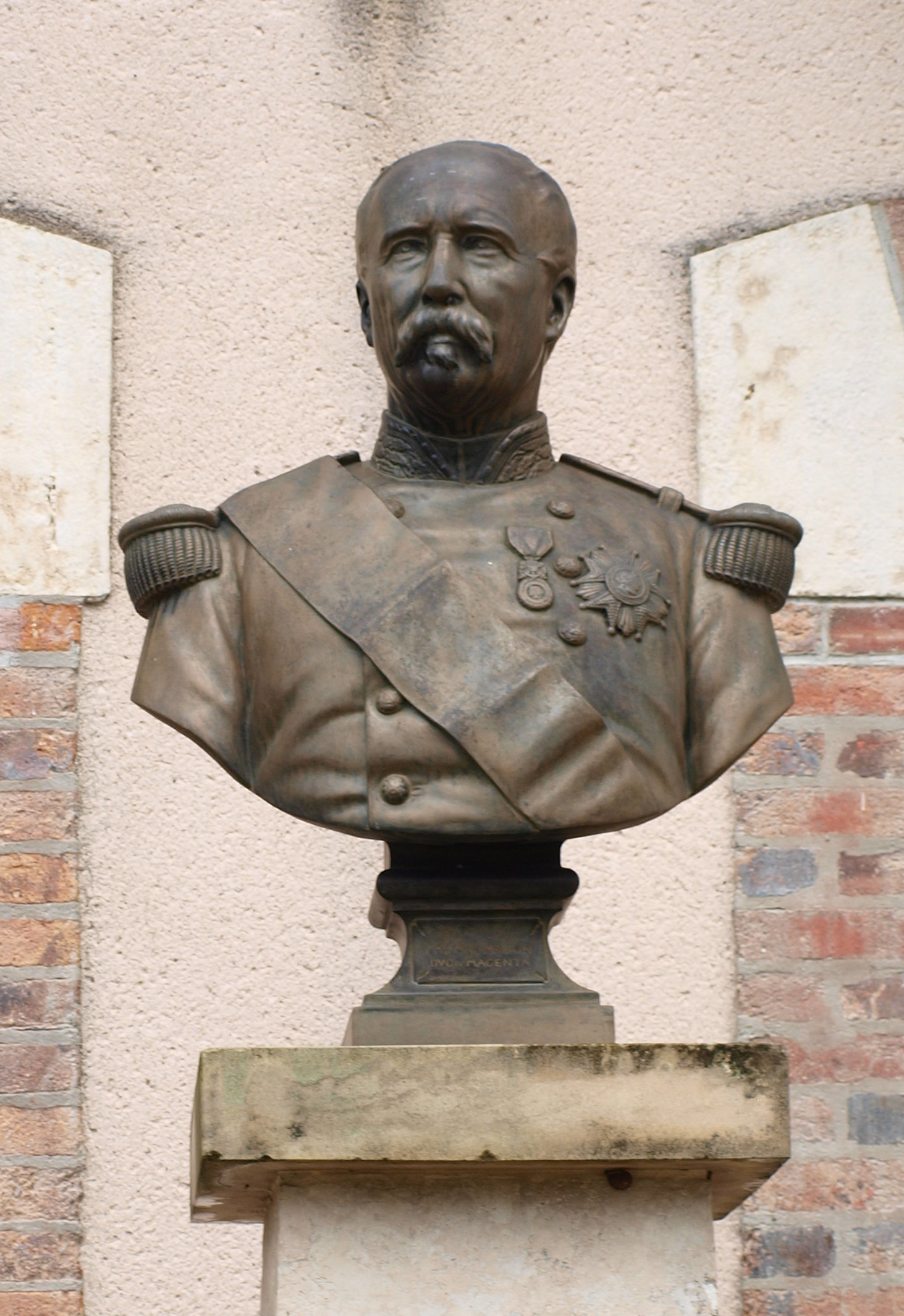
Le maréchal de Mac Mahon buste devant la mairie.

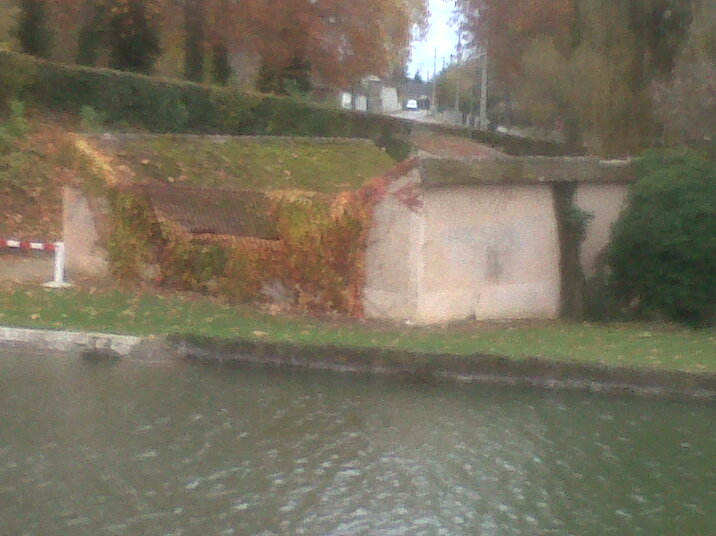
Ancien lavoir.
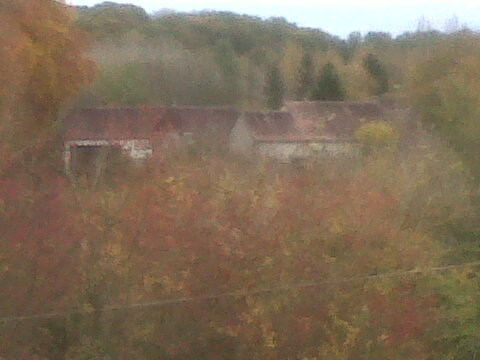
Le moulin du Thil.
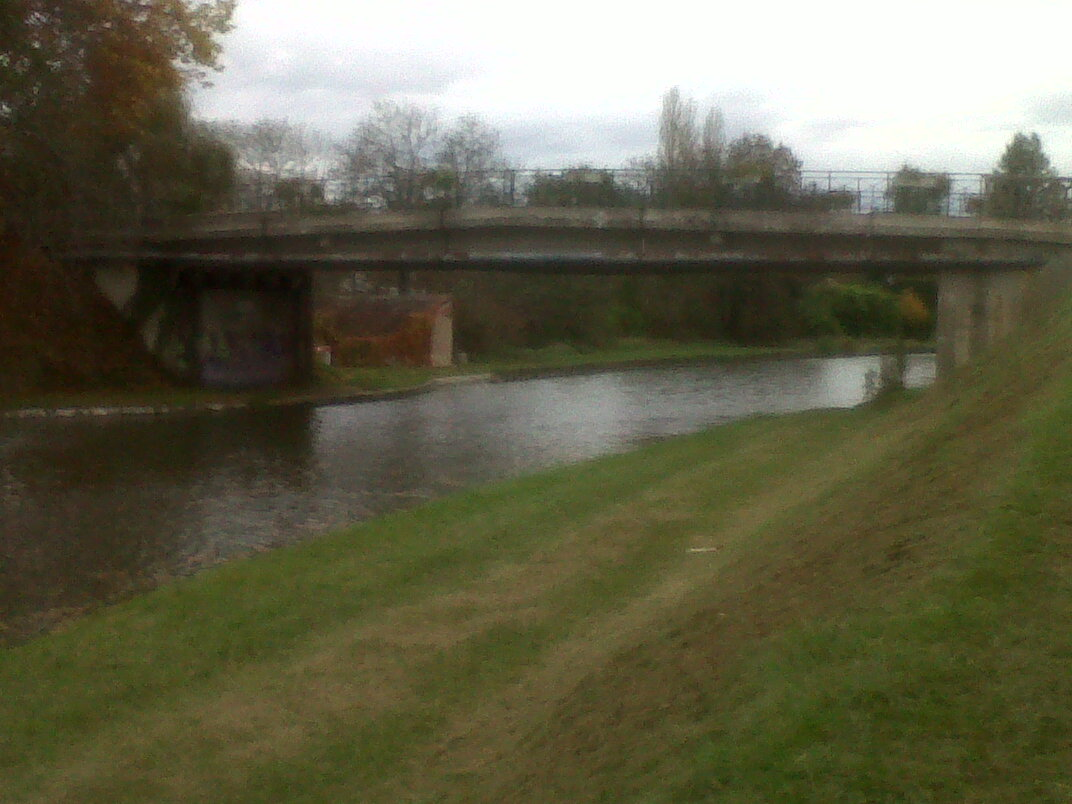
Pont du canal de Briare.
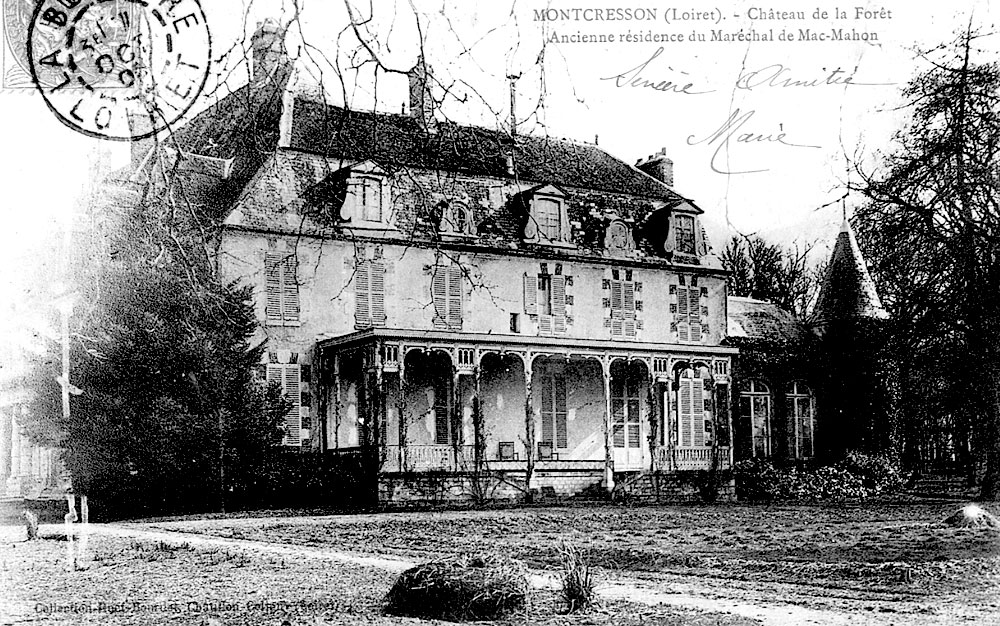
Château de la Forest.

### Équipements culturels
La commune possède une bibliothèque.

### Personnalités liées à la commune
- Patrice de Mac Mahon (1808-1893), troisième président de la République Française, y est mort dans sa résidence du château de la Forêt.
- Louis Fournier de la Barre (1921-1969), résistant français, Compagnon de la Libération.

### Héraldique
| Blason de Montcresson | Les armes de Montcresson se blasonnent ainsi : D'or au chevron d'azur, accompagné en chef de deux têtes de corbeau arrachées de sable et en pointe d'un lion léopardé de gueules. On peut aussi trouver : D'or à la fasce d'azur accompagnée de deux têtes de corbeau de sable arrachées et d'un lion passant de gueules armé, lampassé, et vilené d'azur. | Blason de Montcresson (Alias) |